# Joon (luchtvaartmaatschappij)
Joon was een Franse luchtvaartmaatschappij met een basis op luchthaven Charles de Gaulle in Parijs. Het was een dochtermaatschappij van Air France.

## Geschiedenis
Joon was gericht op jonge mensen, volgens moederbedrijf Air France klinkt "Joon" hetzelfde als het Franse woord "jeune", dat jong betekent. Joon voerde vluchten uit op trajecten waarop veel concurrentie bestaat van lagekostenluchtvaartmaatschappijen. De eerste vluchten werden uitgevoerd op 1 december 2017 naar Barcelona, Berlijn en Lissabon. Sinds 25 maart 2018 voert Joon ook langeafstandvluchten uit.   
In januari 2019 besloot Air France niet door te gaan met dochtermaatschappij Joon. De vliegtuigen en het personeel worden nu geïntegreerd in Air France. Joon zou goedkoper moeten vliegen door personeel minder te betalen dan bij Air France, maar de Franse vakbonden verhinderden dit. Verder was de naamsbekendheid bij het grote publiek slecht ondanks hoge marketinguitgaven. De nieuwe bestuursvoorzitter van Air France-KLM, Ben Smith, maakte dit bekend. Alle vliegtuigen, inclusief een bestelling voor Airbus A350 toestellen, gaan naar Air France. Joon vloog op diverse Europese en intercontinentale routes en Air France neemt die over, mits economisch haalbaar. Joon is 26 juni 2019 gestopt met alle vluchten.

## Bestemmingen
| Land        | Stad      | Luchthaven                                      |
| ----------- | --------- | ----------------------------------------------- |
| Brazilië    | Fortaleza | Aeroporto Internacional de Fortaleza            |
| Duitsland   | Berlijn   | Flughafen Berlin-Tegel                          |
| Egypte      | Caïro     | Cairo International Airport                     |
| Frankrijk   | Parijs    | Luchthaven Charles de Gaulle (hub)              |
| Hongarije   | Budapest  | Luchthaven van Boedapest                        |
| India       | Bombay    | Chhatrapati Shivaji International Airport       |
| Iran        | Tehran    | Tehran Imam Khomeini International Airport      |
| Italië      | Napels    | Aeroporto di Napoli                             |
| Italië      | Rome      | Aeroporto di Roma Fiumicino                     |
| Noorwegen   | Bergen    | Luchthaven Bergen Flesland                      |
| Noorwegen   | Oslo      | Luchthaven Oslo Gardermoen                      |
| Portugal    | Lissabon  | Aeroporto Humberto Delgado                      |
| Portugal    | Porto     | Internationale luchthaven Francisco Sá Carneiro |
| Spanje      | Barcelona | Aeroport de Barcelona-El Prat                   |
| Seychelles  | Mahé      | Seychelles International Airport                |
| Turkije     | Istanbul  | Luchthaven Istanboel Atatürk                    |
| Zuid-Afrika | Kaapstad  | Cape Town International Airport                 |

## Vloot

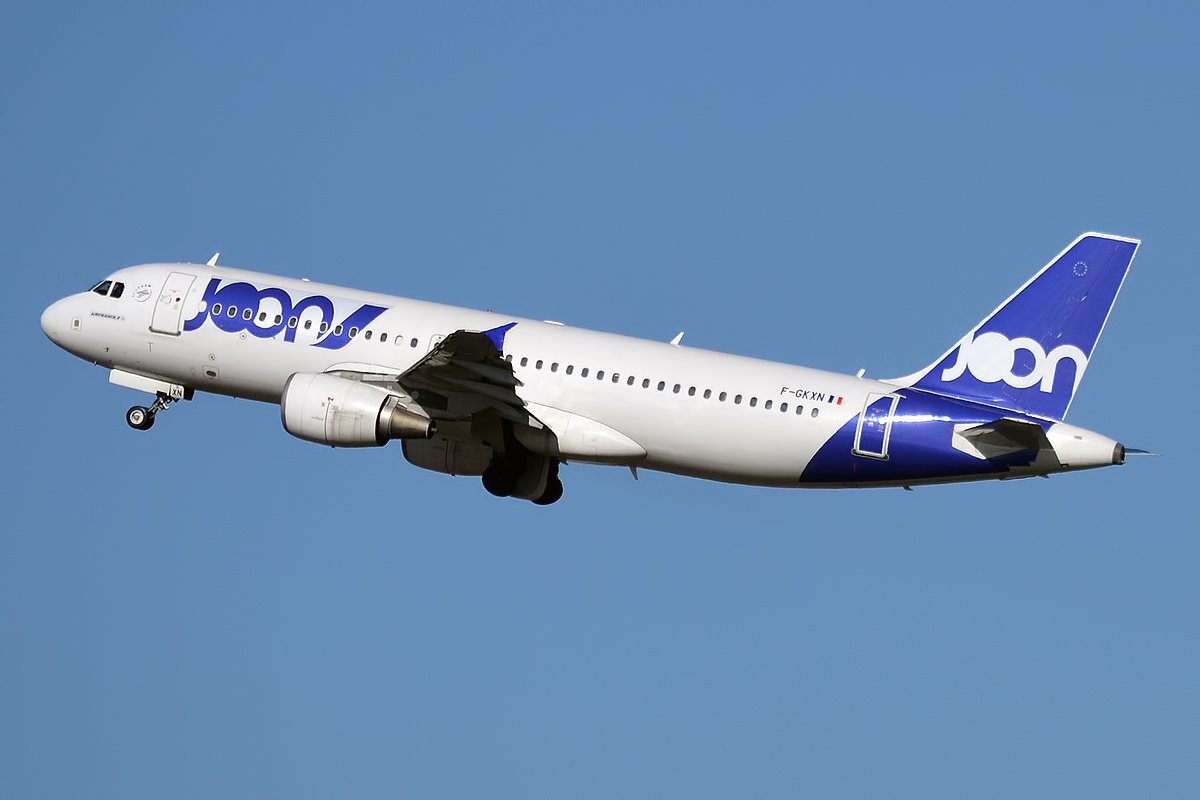
Joon Airbus A320-200

| Type            | In dienst | Bestellingen | Aantal passagiers | Opmerkingen           |
| --------------- | --------- | ------------ | ----------------- | --------------------- |
| Airbus A320-200 | 7         |              | 174               |                       |
| Airbus A321-200 | 4         |              | 212               |                       |
| Airbus A340-300 | 4         |              | 278               |                       |
| Airbus A350-900 |           | 10           | n.b.              | stromen vanaf 2019 in |
| Totaal          | 15        | 10           |                   |                       |